# Gartenstadt Münchenstein
Die Gartenstadt Münchenstein ist Teil der Gemeinde Münchenstein im Schweizer Kanton Basel-Landschaft. Sie liegt wenige Kilometer südlich von Basel und ist mit ihrem Baubeginn im Jahr 1912 und dem Bezug der Wohnhäuser 1913 die erste genossenschaftliche Gartenstadt-Siedlung der Schweiz.

## Geschichte

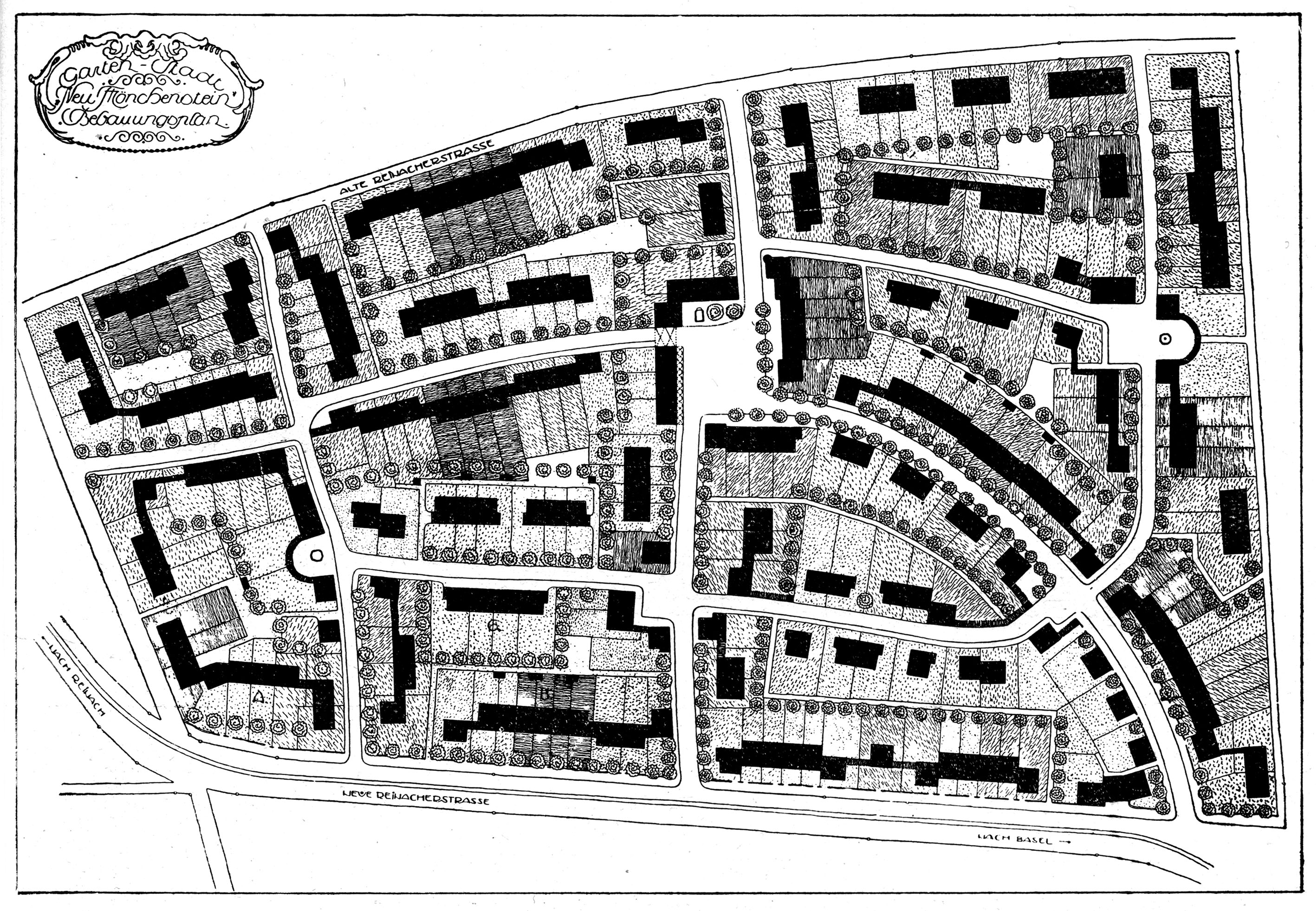
Plan der Gartenstadt Münchenstein aus dem Jahr 1912 von Architekt Emil Dettwiler

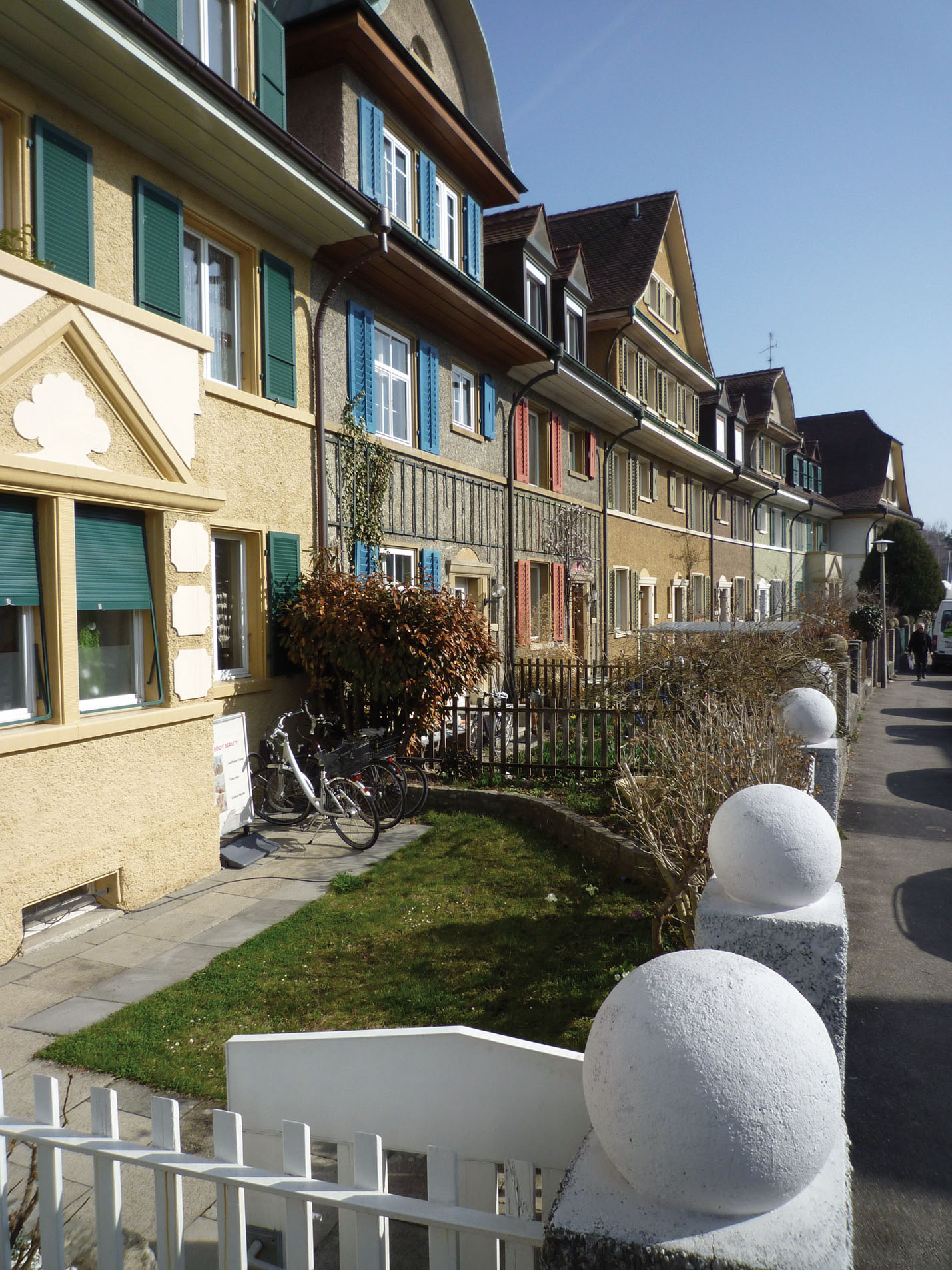
Gartenstadt Münchenstein

Die Gründung der Gartenstadt-Bau-Genossenschaft Basel und Umgebung am 15. Juni 1912 ist eine Schweizer Pioniertat, denn es gab in der Schweiz bis dahin kaum vergleichbare Unternehmungen. In der konstituierenden Sitzung treten der Genossenschaft 41 Mitglieder bei, im Laufe von nur drei Jahren werden knapp 200 folgen. Die Münchensteiner Genossenschafts-Gartenstadt, ins Leben gerufen mit der Bezeichnung «Gartenstadt Neu-Mönchenstein», ist eine wichtige Wegmarke des modernen Städtebaus in der Schweiz, auch wenn damals nur ein Teil des ambitionierten Vorhabens umgesetzt werden konnte. 
Die ersten Entwürfe und Planungen nimmt der Basler Architekt Emil Dettwiler im Sommer 1912 in Angriff. Dettwiler war zugleich Vizepräsident der Genossenschaft und hat so umfassenden Einfluss auf alle Planungen. Er darf als wichtigster Initiant und geistiger Vater des Projekts bezeichnet werden. Dem ursprünglichen Siedlungsvorhaben steht Bauland von etwa 112'000 Quadratmetern Fläche zur Verfügung, das auf dem Plateau zwischen Ruchfeld und Reinach und damit östlich des Bruderholz-Hügels liegt. In den Veröffentlichungen der Genossenschaft ist die Rede von 500 anzusiedelnden Familien, was damals etwa 2500 bis 3000 Personen bedeutet hätte. Architekt Dettwiler entwirft 1912 nicht nur die einzelnen Gebäude, sondern auch die Gesamtanlage der Gartenstadt mit neu projektierten Strassenzügen auf dem bis dahin weit herum unbebauten Gelände. Hier sollen bis zu 300 Wohnhäuser, Strassen und ein Marktplatz entstehen. Am 4. September 1912 erfolgt der erste Spatenstich für die Anlage einer grossen Allee. Drei Monate später wird das erste Baugesuch für zehn Reihen-Wohnhäuser eingereicht, und von Januar 1913 an wird die erste Häusergruppe errichtet. Die Reihen-Wohnhäuser der Gartenstadt sind architektonisch individuell gestaltet: Jede der fünf tatsächlich gebauten Gruppen von Ein- und Mehrfamilien-Reihenhäusern zeigt unterschiedliche Dachformen, Grundrisslösungen und Fassadendetails. 
Nach Dettwilers Ausscheiden aus dem Vorstand der Genossenschaft und seinem Rückzug als Planer der Gartenstadt in den Jahren um 1914/15 übernimmt zuerst A. Zoller, nach diesem schliesslich Emil Kramer, beide Architekten aus Basel, die Detailplanung. Ihre Entwürfe sind in den Bauvolumen etwas ruhiger, im Dekor dezenter, entbehren jedoch nicht der variantenreichen Details, wie sie Dettwiler zuvor seinen Bauten hinzufügte. Bis 1920 entstehen insgesamt 36 Bauten im nördlichen Abschnitt des Areals und entlang der Blumenstrasse. Jedes der Häuser im Grünen umfasste neben einer geräumigen Wohnküche und einem Bad vier bis fünf Zimmer sowie ein oder zwei Mansarden. Zur Strasse hin liegen kleine Ziergärten, rückwärtig ist jeweils ein grösserer Obst- und Gemüsegarten angefügt. Die Strassen selbst sind geschwungen angelegt, was der Siedlung ihren malerischen Charakter verleiht und die Blicke lenkt.
Das Präsidium der Genossenschaft klagt von 1920 an über defizitäre Geschäfte durch eigenes unsubventioniertes Bauen und das «Emporschiessen billiger Einfamilienhäuser auf städtischem Gebiet». Offenbar war auch der Ausbaustandard in Münchenstein so hoch, dass die budgetierten Baupreise markant überschritten wurden. Mit einem nur im Ansatz ausgeführten Hauptprojekt endet das Unterfangen Gartenstadt-Bau-Genossenschaft Basel und Umgebung 1923 in einem wirtschaftlichen Desaster.

## Denkmalpflege
Einige Wohnhäuser der Gartenstadt sind in ihrer ursprünglichen Bausubstanz erhalten. Die 36 zur Siedlung zählenden Gebäude sind Teil des kantonalen Bauinventars; zudem hat die Gemeinde Münchenstein strenge Bauvorschriften erlassen, die das historisch gewachsene Gesamtbild erhalten sollen.